# Dobromysl (rod)
Dobromysl (Origanum) je rod rostlin z čeledi hluchavkovitých. Zahrnuje 44 druhů a variet, které rostou převážně ve Středomoří, v severní Africe a většině temperátní Asie. V české flóře je původní pouze dobromysl obecná (Origanum vulgare). Do rodu Origanum je v aktuální taxonomii řazen i někdejší rod Majorana (majoránka).

## Popis
Dobromysli jsou jednoleté, dvouleté či vytrvalé byliny nebo polokeře, obvykle se silným, dřevnatým kořenem. Mají jednoduché, celokrajné či zubaté listy. Květy jsou oboupohlavné nebo funkčně samičí, souměrné, pětičetné, s dvoupyskatými korunami bílé či růžové barvy, někdy podepřenými výraznými listeny. Umístěny jsou v lichopřeslenech nebo nahloučeny v koncových lichoklasech až hlávkách a opylovány hmyzem. Plodem jsou čtyři tvrdky. Rostliny obsahují množství aromatických silic ve žlázkách na listech, listenech a kalichu, proto často výrazně voní.

## Rozšíření a ekologie
Převážná většina zástupců roste na slunných nebo polostinných místech, často na skalách. Preferují bazické substráty. Maximum druhové diverzity je ve východním Středomoří, kde roste na 70 % druhů, často endemitů malých území. Rozsáhlý eurasijský areál má pouze dobromysl obecná (Origanum vulgare).

## Zástupci
- majoránka zahradní (Origanum majorana) – původní v Malé Asii, pěstovaná a zdomácnělá v mnoha zemích světa
- dobromysl obecná (Origanum vulgare) – většina Evropy a temperátní Asie
- dobromysl amánská (Origanum amanum) – Turecko
- dobromysl třemdavovitá (Origanum dictamnus) – Kréta
- dobromysl okrouhlolistá (Origanum rotundifolium) – Malá Asie, Kavkaz[4]

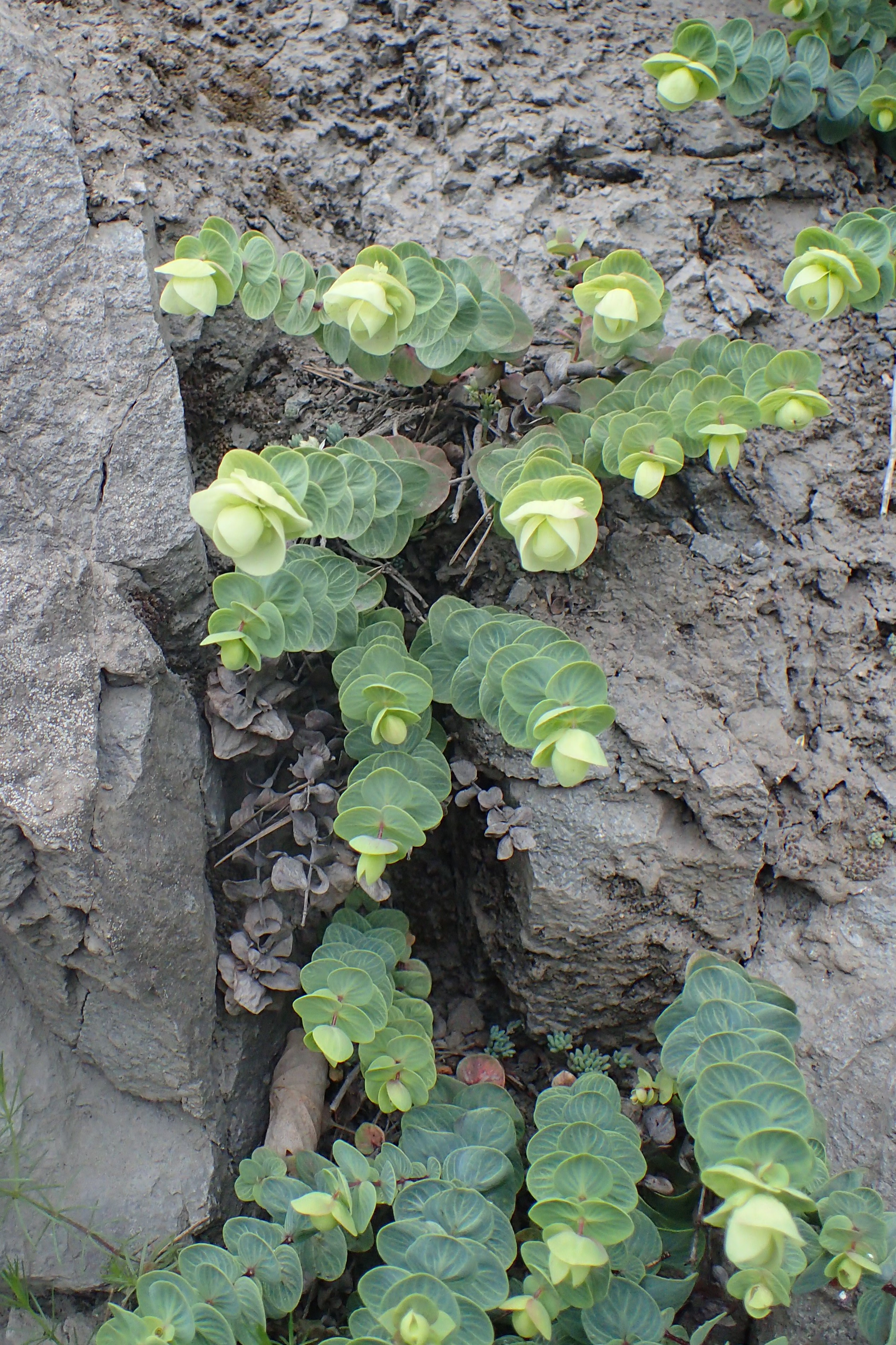
Origanum rotundifolium s výraznými květními listeny roste na skalnatých stanovištích Kavkazu
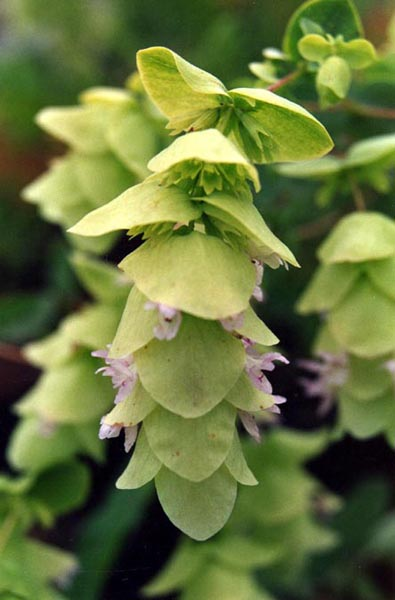
Origanum acutidens
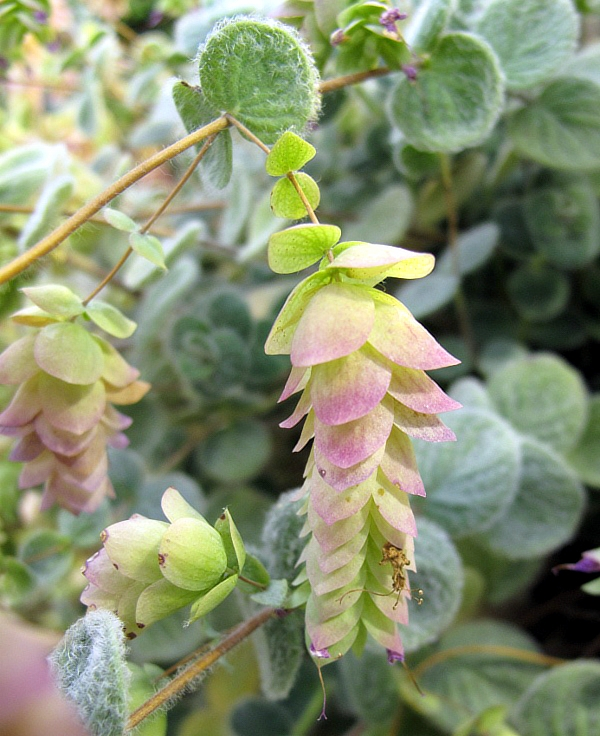
Origanum dictamnus
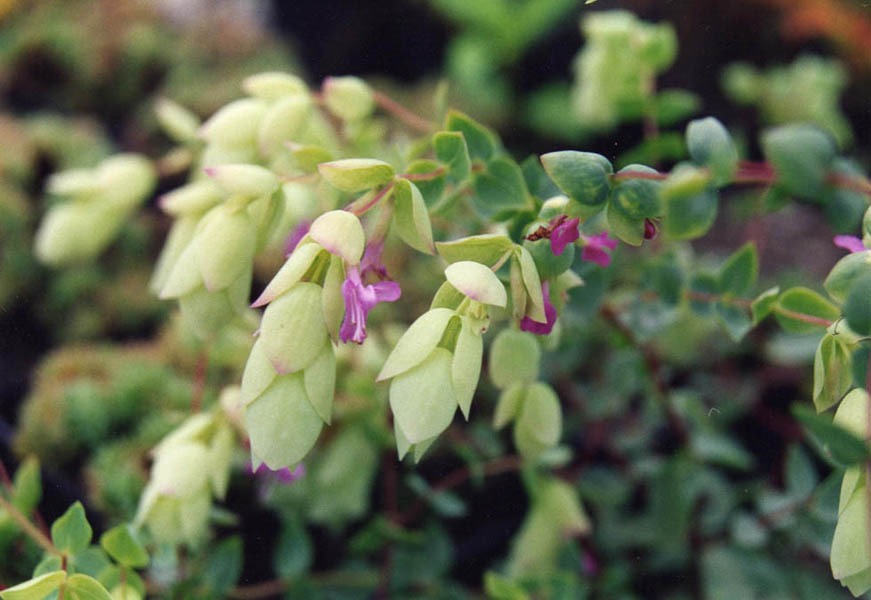
Origanum libanoticum
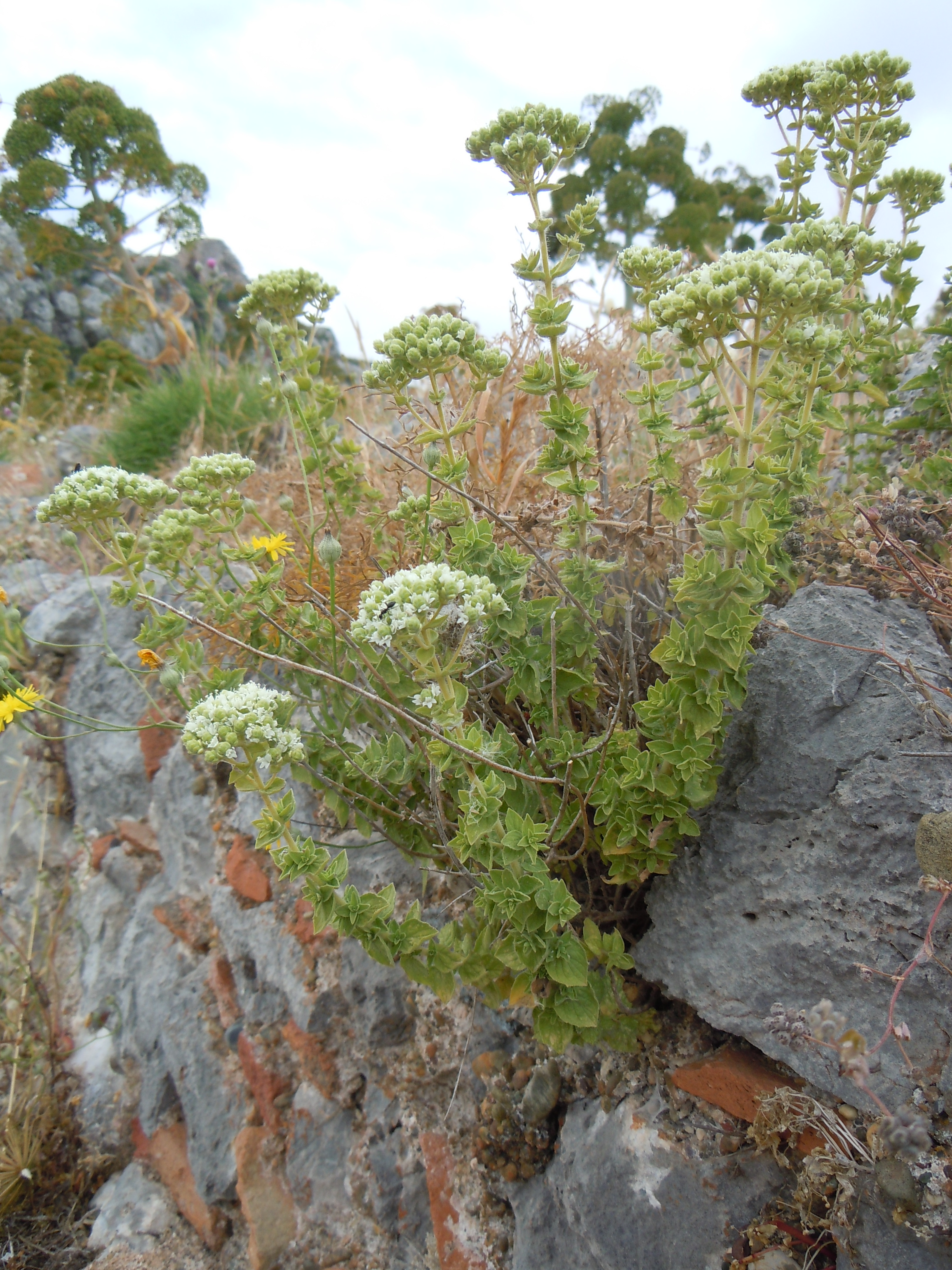
Origanum onites
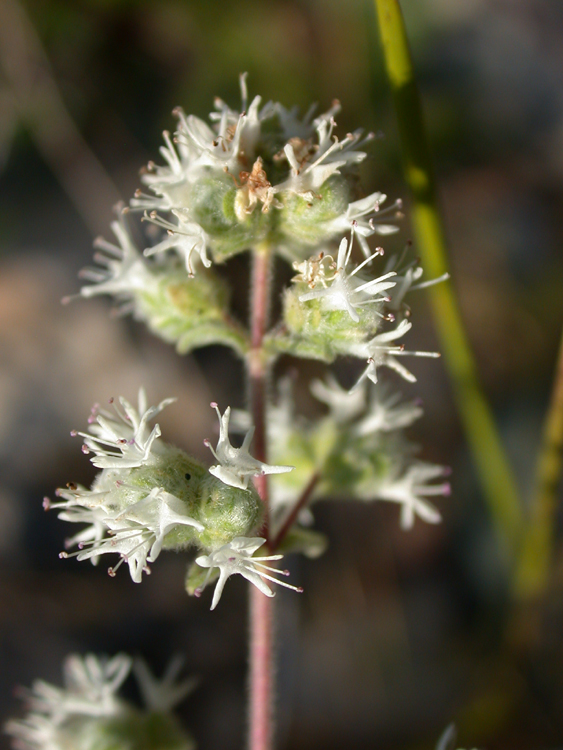
Origanum syriacum

## Využití
V gastronomii mají velký význam dobromysl obecná, majoránka zahradní (Origanum majorana, dříve řazena do samostatného rodu jako Majorana hortensis), lokálně také druh Origanum onites (tzv. řecké oregáno). Některé se pěstují též pro okrasné účely.